# 敏珠爾多爾濟
敏珠爾多爾濟（18世纪—1794年），博尔济吉特氏，清朝喀尔喀蒙古第十代土谢图汗。
敏珠爾多爾濟是第四代土谢图汗多爾濟額爾德尼阿海的玄孙，第五代土谢图汗旺札勒多爾濟的曾孙，第六代土谢图汗敦丹多爾濟的孙子，第九代土谢图汗車登多爾濟的长子。乾隆五十八年（1793年），車登多爾濟因罪削爵，乾隆帝以故敏珠爾多爾濟袭爵土谢图汗。乾隆五十九年（1794年）敏珠爾多爾濟去世，車登多爾濟恢复汗爵，重新担任土谢图汗。